# Prototheca
Prototheca (лат.) — род водорослей семейства Хлорелловых. Все виды этого рода, даже классифицированные как зелёные водоросли, утратили свою способность к фотосинтезу и перешли к паразитизму.
Некоторые виды могут вызвать заболевание прототекоз — инфекционное заболевание домашних животных и крупного рогатого скота. Вызывает мастит, энтерит, менингоэнцефалит.